# Holger Pfandt

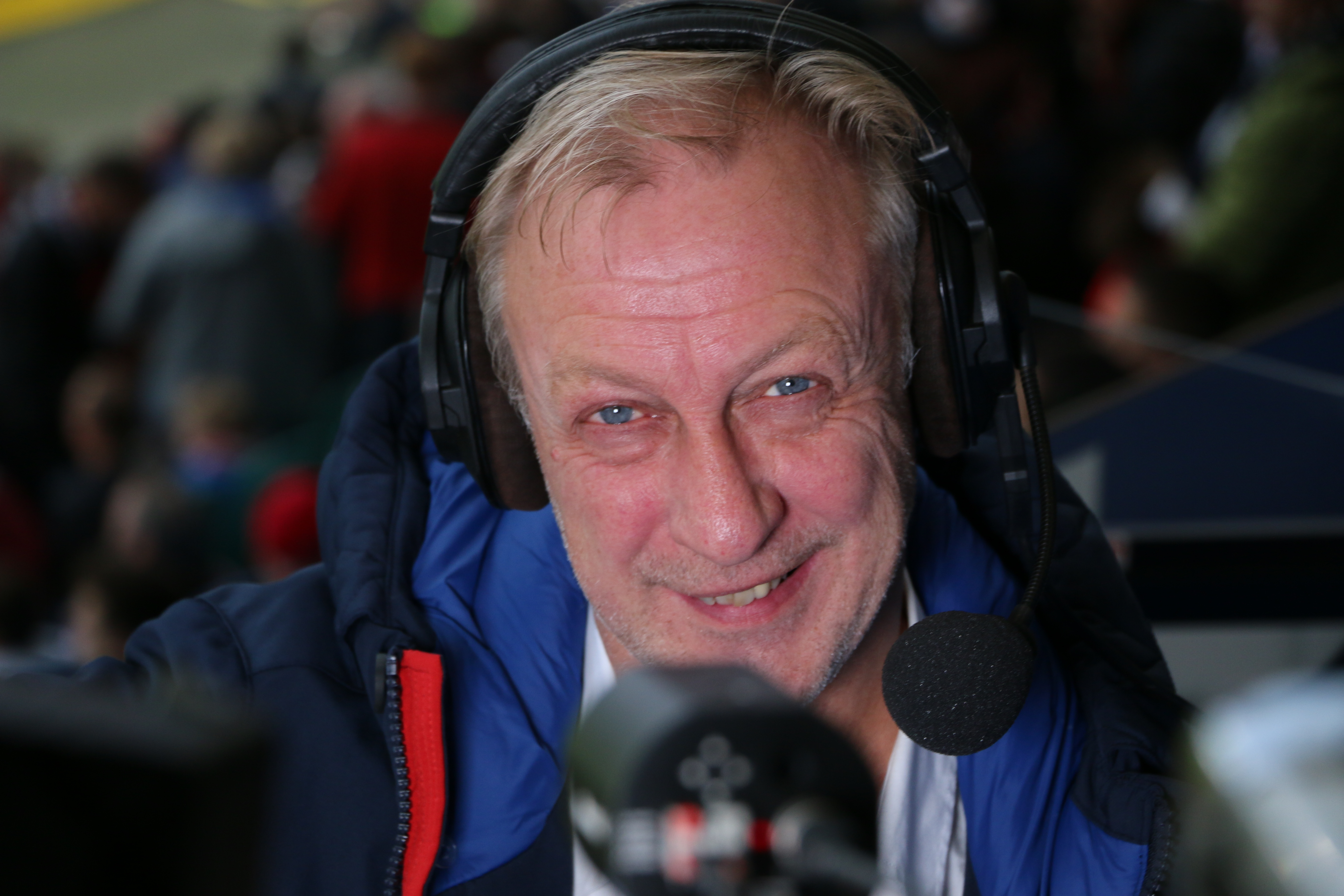
Holger Pfandt, Sportkommentator

Holger Pfandt (* 17. Februar 1963 in Düsseldorf) ist ein deutscher Sportkommentator und Roman-Autor.

## Leben und Karriere
Holger Pfandt spielte Fußball für die Nachwuchsmannschaften der TuS Gerresheim sowie des Bundesligisten Fortuna Düsseldorf. Nach dem Abitur 1982 studierte er an der Heinrich-Heine-Universität in Düsseldorf Germanistik und Politik.
Seine journalistische Laufbahn begann er 1984 bei der Neuen Rhein Zeitung, danach bei der Rheinischen Post. Nebenher arbeitete er als freier Autor beim Sportmagazin Kicker. 1990 wechselte er zum Radio-Lokalsender Antenne Düsseldorf, 1994 zum Westdeutschen Rundfunk. Dort kommentierte er fünf Jahre lang die Fußball-Bundesliga in der Bundesligakonferenz, zudem Europapokalspiele (unter anderem 1997 das UEFA-Pokal-Finale Inter Mailand – FC Schalke 04) sowie zahlreiche Länderspiele der deutschen Fußballnationalmannschaft. 1998 berichtete er für die ARD von der Fußball-Weltmeisterschaft in Frankreich.
Seine erste Station beim Fernsehen war der Münchner Sender DSF (heute Sport 1), ehe er ab der Saison 2000/2001 als Fußball-Kommentator für den Bezahlsender Premiere arbeitete.
Als sich ab der Saison 2009/2010 LIGA total! neben Sky die Rechte an den Spielen der Bundesliga sicherte, arbeitete Pfandt dort vier Jahre lang als Live-Kommentator, parallel kommentierte er ab 2009 für „Ran“ auf SAT1 sechs Jahre lang Partien der UEFA Champions League und der UEFA Europa League.
Von 2015 bis 2021 war Pfandt erneut als Live-Kommentator für den Pay-TV-Anbieter Sky Deutschland tätig. Dort begleitete er Spiele der Fußball-Bundesliga, der 2. Liga, dem DFB-Pokal sowie in der UEFA Champions League. Im Sommer 2021 nahm er ein Angebot des ZDF (Zweites Deutsches Fernsehen) an, um dort regelmäßig für das Aktuelle Sportstudio zu arbeiten. Gleichzeitig blieb er der UEFA Champions League treu, deren Partien er seither für den Streaminganbieter DAZN live kommentiert.
Pfandt lebt nach wie vor in seiner Geburtsstadt Düsseldorf und ist Vater von zwei Söhnen. Seit 2020 ist er in zweiter Ehe verheiratet.

## Auszeichnungen
Gemeinsam mit seinen Kollegen der Fußball-Bundesligakonferenz erhielt Holger Pfandt im Jahre 2003 den Deutschen Fernsehpreis. Die samstägliche Premiere Bundesliga-Konferenz, in der Pfandt in jener Saison an 32 von 34 Spieltagen im Einsatz war, wurde von der Jury zur besten Sportsendung des Jahres gekürt.

## Tätigkeit als Autor
Seit 2019 ist der Düsseldorfer zudem als Roman-Autor tätig. Sein Erstlingswerk „Altobelli – Killer. Kröten. Kapriolen“ zeichnet auf ironische Weise die bizarren Erlebnisse eines Auftragskillers in Düsseldorf namens M.A. Kaber nach.

## Sonstiges
Pfandt wandte sich neben dem Fußball bereits 1990 dem Eishockey zu. Bis 1994 kommentierte er wöchentlich Begegnungen der Eishockey-Bundesliga. In den Jahren 1999 bis 2001 war er zudem als Tennis-Kommentator in Wimbledon im Einsatz. Im Dezember 2007 begleitete er zusammen mit Gerd Szepanski für Pro7 als Kommentator das viertägige Tennis-Turnier „Masters of Legends“ mit Größen wie John McEnroe, Henri Leconte, Goran Ivanisevic, Michael Stich und Boris Becker.
Außerdem fungierte Pfandt zwischen 2013 und 2015 als Kommentator bei einigen Fernseh-Unterhaltungsshows, zum Beispiel der vierteiligen RTL-Show Cash Crash mit Moderator Daniel Hartwich. Bei Sat.1 begleitete er die Casting-Reihe Das Duell – Alle gegen den BVB sowie die beidem Samstagabend-Shows Deutschland gegen Holland und Deutschland gegen Österreich mit Moderator Matthias Killing.